# Akkerhoornbloem
De akkerhoornbloem (Cerastium arvense) is een vaste plant uit de anjerfamilie (Caryophyllaceae). De bloei vindt plaats van april tot augustus.

## Beschrijving
De akkerhoornbloem wordt 5 tot 25 cm hoog, onder gunstige omstandigheden tot 40 cm. Naast een bloeiende opstijgende stengel zijn er meerdere niet bloeiende spruiten langs de grond. De witte bloemen zijn klokvormig, hebben een behaarde kelk en vormen van vijf tot vijftien bloemige schermen. De plant wordt weleens verward met grote muur (Stellaria holostea).

## Verspreiding
De akkerhoornbloem komt op het hele noordelijk halfrond voor, in Noord-Afrika, ook in gematigde delen van Azië en is in heel Europa vertegenwoordigd.
In West-Europa, ook in België en Nederland, gaat de soort achteruit. De plant gedijt het best op oligotrofe grond. Door de bemesting van landbouwgronden wordt ook de grond langs landwegen verrijkt. De akkerhoornbloem legt het dan af tegen soorten die in dit milieu succesrijker zijn. Wanneer de plant op iets minder voedselarme grond voorkomt, zijn de bladen vaak niet grijs of grijsgroen, maar overwegend donkergroen.

### Habitat
De akkerhoornbloem kan gevonden worden op droge zandige kalkhoudende grond zoals in duinen, vaak tussen het gras. In weerwil van haar naam groeit akkerhoornbloem veel in weiden en niet in akkers. In veel gebieden is ze sympatrisch met de knolboterbloem (Ranunculus bulbosus) . De akkerhoornbloem wordt vaak door insecten bezocht, maar mogelijk treedt in veel gevallen geen kruisbestuiving op omdat planten op dezelfde groeiplaats meestal via ongeslachtelijke weg ontwikkeld zijn vanuit één moederplant.

## Plantengemeenschap
Akkerhoornbloem is een kensoort voor Cladonio-Koelerietalia, een orde van plantengemeenschappen van droge graslanden op kalkrijke zeeduinen.